# Conflicto entre Chad y Libia
El Conflicto entre Chad y Libia fue un estado de guerra con eventos esporádicos de violencia en el Chad entre 1978 y 1987, entre las fuerzas de dicho país africano y las de Libia. Los libios llevaban involucrados en los asuntos internos chadianos desde antes de 1978 e incluso desde antes de la llegada al poder de Muamar el Gadafi en 1969, comenzando con la extensión de la guerra civil chadiana al norte del país, en 1968. El conflicto estuvo marcado por una serie separada de cuatro intervenciones libias en Chad, que ocurrieron en 1978, 1979, 1980-1981 y 1983-1987. En todas esas ocasiones Gadafi contó con el apoyo de varias facciones que participaban en la guerra civil, mientras que los adversarios de Libia encontraron apoyo en Francia, cuyo gobierno intervino militarmente para salvaguardar los intereses del gobierno chadiano en 1978, 1983 y 1986.
El patrón militar de la guerra en sí fue delineado en 1978, con los libios abasteciendo de armas, artillería y apoyo aéreo a sus aliados en Chad, así como con infantería de primera línea. Este patrón cambió radicalmente en 1986, ya casi en el fin de la guerra, cuando todas las fuerzas chadianas se unieron en la oposición a la presencia militar de Libia en el norte del país, en un grado de unidad que nunca antes se había alcanzado en el país centroafricano. Esta unidad privó a las fuerzas pro-libias de su infantería habitual, que cuando se vio enfrentándose a un Ejército móvil, con misiles antitanque y antiaéreos, supuso el final de la superioridad de Libia en poder de fuego. Lo que le siguió fue la llamada Guerra de los Toyota, en la que las fuerzas libias fueron derrotadas y expulsadas del Chad, poniendo fin al conflicto.
De entre los motivos que explicarían la implicación de la Yamahiriya Árabe Libia con el Chad, se apunta a que la razón inicial sería el interés libio en anexionarse la franja de Auzú, una estrecha franja territorial en el extremo norte del Chad que Libia reivindicaba como territorio soberano, en virtud de un tratado no ratificado en el período colonial, y que fue asumida por Libia en 1973. Según el historiador Mário Azevedo, a partir de 1972 el régimen libio pasó a tener entre sus objetivos: la transformación del Chad en un Estado satélite de Libia, con una república islámica similar a la Yamahiriya, que mantendría estrechas relaciones con Libia y garantizaría así su control sobre la franja de Auzú; la expulsión de los franceses de la región y la utilización de aquel país como base para expandir la influencia de Libia en África Central.

## Cronología
- En 1973, efectivos del Ejército libio ocupan la franja de Auzú, territorio rico en yacimientos de uranio y otros minerales.
- A finales de 1980, miles de soldados libios entran en territorio de Chad para apoyar a uno de los bandos de la guerra civil de aquel país.
- En noviembre de 1981 el Gobierno chadiano pidió la retirada de los militares libios, cuyo número de efectivos se calculaba entre 7.000 y 10.000 soldados, para que ocuparan su lugar las fuerzas de paz de la entonces Organización para la Unidad Africana (OUA). Tal retirada tuvo lugar, pero de manera parcial, pues las tropas libias continuaron ocupando la Franja de Aouzou.
- En junio de 1982 Goukounin Oueddei, presidente del Chad apoyado por Libia, fue derribado por su oponente Hissène Habré, apoyado por Francia. Muchos de los funcionarios y militares del régimen derrocado buscaron refugio tanto en la Franja de Aouzou como en la propia Libia.
- En 1983, después de diversos combates, tanto Libia como Francia acordaron retirar sus tropas del Chad. Francia cumplió el acuerdo en 1984, pero las tropas libias continuaron interviniendo en el conflicto y mantuvieron el control del 40% del territorio del Chad, ocupando la parte norte de dicho país.
- En 1986 Oueddei anunció desde su exilio en Libia que estaba dispuesto a negociar con el nuevo gobierno. Tal declaración no fue aprobada por todos los rebeldes chadianos apoyados por Gadafi. A su vez, desde el Gobierno libio recibieron tal declaración como una traición y condenaron a Oueddei a arresto domiciliario. La lucha continuó en el Chad, con un gobierno apoyado por Francia y Estados Unidos y unos rebeldes apoyados por Libia y la Unión Soviética.
- En agosto de 1989 empezaron unos acuerdos de paz firmados por Chad y Libia, con Argelia como país mediador, cuyas negociaciones se prolongaron hasta 1990.
- En agosto de 1990 el Chad anunció que los dos lados acordaron liquidar la controversia sobre la Franja de Aouzou en la Corte Internacional de Justicia.
- En diciembre de 1990 el presidente chadiano Hissène Habré fue derrocado por Idriss Déby, líder de los rebeldes apoyados por Libia en la guerra, y cerca de 2.250 prisioneros de guerra libios fueron puestos en libertad y retornados a su país, mientras que unos 350 fueron enviados a Estados Unidos para participar en un grupo entrenado por la CIA y organizar una oposición armada a la Gran Yamahiriya Árabe Libia Popular Socialista.
- A principios de 1994 la Corte Internacional de Justicia resolvió que el Chad poseía legítima soberanía sobre la Franja de Aouzou. Las tropas libias se retiraron definitivamente de la zona en mayo de ese mismo año.